# Андрєєва Євгенія Сергіївна
Андрєєва Євгенія Сергіївна (нар. 16 лютого 1976) — українська спортсменка, академічна веслувальниця, чемпіонка світу в четвірці розпашній без стернового 1998 року.

## Життєпис
Євгенія Андрєєва народилася 16 лютого 1976 року в місті Дніпропетровськ Української УРСР. Проходила підготовку в днепропетровській дитячо-юнацької спортивної школи «Метеор». Потім навчалася у Придніпровській державній академії фізичної культури і спорту.
Дебютувала на міжнародних змаганнях 1993 року на чемпіонаті світу серед юніорів в вісімках розпашних зі стерновим, де зайняла четверте місце.
1994 року на чемпіонаті світу серед юніорів була п'ятою в змаганнях вісімок розпашних зі стерновим і четвірок розпашних без стернового.
1995 року на чемпіонаті світу була одинадцятою в змаганнях вісімок розпашних зі стерновим.
1997 року на чемпіонаті світу була шостою в змаганнях четвірок розпашних без стернового.
На чемпіонаті світу з академічної греблі 1998 року, що проходив в німецькому місті Кельн, Андрєєва була включена до складу четвірки розпашної без стернового. 12 вересня на штучному озері Фюлінгер українські веслувальниці фінішували першими з результатом 06:30.630 та здобули золотий комплект нагород. За ними фінішували суперниці з Канади (06:31.900 — 2 місце) та Нідерландів (06:32.730 — 3 місце). Того ж року отримала звання майстра спорту міжнародного класу.
1999 року на етапі Кубку світу в складі вісімки зі стерновим зайняла четверте місце, після чого разом з Ніною Проскурою склала двійку розпашну, яка на світовій першості в Сент-Кетерінсі зайняла восьме місце.
2000 року Проскура і Андрєєва займали четверте і одинадцяте місця на етапах Кубку світу і отримали право захищати честь країни на літніх Олімпійських іграх 2000 року в Сіднеї в двійках розпашних, але зуміли потрапити тільки до втішного фіналу «Б», де зайняли друге місце — таким чином розташувалися в підсумковому протоколі змагань на восьмому рядку.
Після сіднейської Олімпіади Проскура і Андрєєва продовжили виступи в одному екіпажі в двійках розпашних. 2001 року вони зайняли п'яте місце на етапі Кубку світу і десяте на чемпіонаті світу.
2002 року Євгенія Андрєєва склала двійку розпашну разом з Наталією Рижковою і займала друге місце на етапі Кубку світу і четверте в попередньому заїзді на чемпіонаті світу.
2003 року в вісімках розпашних зі стерновим займала четверте місце на етапі Кубку світу і восьме на чемпіонаті світу, після чого завершила виступи.